# Wattenwylia cearensis
Wattenwylia cearensis är en insektsart som beskrevs av Salvador de Toledo Piza Júnior 1938. Wattenwylia cearensis ingår i släktet Wattenwylia och familjen Diapheromeridae. Inga underarter finns listade i Catalogue of Life.